# الیاس خوری
الیاس خوری (۱۲ ژوئیه ۱۹۴۸ – ۱۵ سپتامبر ۲۰۲۴) نویسنده، تحلیلگر سیاسی اهل لبنان بود. او مدیر تحریریهٔ ضمیمهٔ ادبی مجله النهار در زادگاه خود بود. او در دانشگاه‌های لبنان و آمریکا درس خواند و رمان‌هایش به زبان‌های فرانسوی، انگلیسی، آلمانی، ایتالیایی، سوئدی، نروژی، هلندی و عبری ترجمه شده است.
دکتر یمنی العید منتقد ادبی دربارهٔ الیاس خوری می‌نویسد:
 «الیاس خوری سعی می‌کند تا صیغه‌ای تألیفی از تصاویری تکه‌تکه شده به وجود آورد و به این معنا که روایت او از حکایت‌های متداخل و روایت‌هایی که بر روی هم چفت شده‌اند به وجود می‌آید. این سبک به نوعی مدور کردن زمان اشاره دارد، انگار که شخصیت‌ها دور مصیبت مشترک خود حلقه زده و حکایت می‌کنند.
همچنین ادوارد سعید، الیاس خوری را به عنوان یک فراروندهٔ موفق از نجیب محفوظ معرفی می‌کند.

## زندگی
الیاس خوری در سال ۱۹۴۸ میلادی در منطقهٔ اشرفیه بیروت لبنان به دنیا آمد. او نویسنده یازده رمان و چهار کتاب نقد و سه نمایشنامه بود. او با رمان در باب روابط دایره(۱۹۷۵)در ردیف ادیبان عرب قرار گرفت و حرکت جدیدی در جهت مدرنیسم آغاز کرد. خوری به حقوق انسانی فلسطینی‌ها اعتقاد دارد و از یک اردوگاه پناهندگان در اردن دیدن کرد.
او سردبیر روزنامهٔ فرهنگی بیروت به نام النهر و استاد برجسته خاورمیانه و مطالعات اسلامی در دانشگاه نیویورک بود.

خوری در ادبیات معاصر عرب نقش مؤثری داشت و مدافع آزادی بیان و دموکراسی بود.

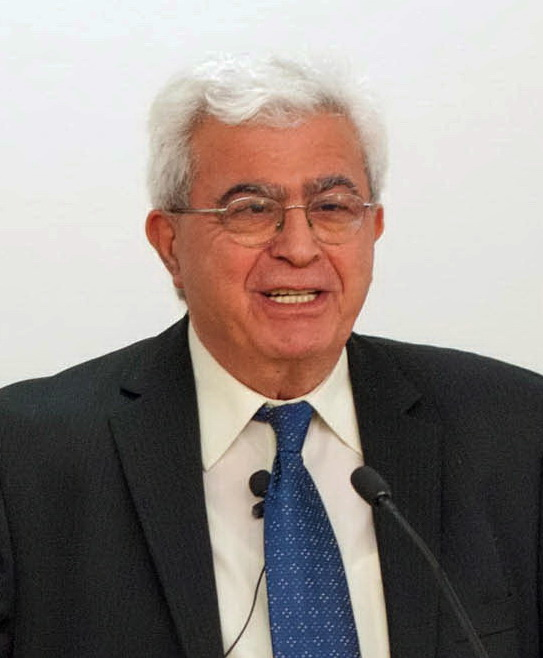
خوری در ۲۰۱۶

الیاس خوری در ۱۵ سپتامبر ۲۰۲۴ در بیروت درگذشت.

## جوایز
جایزه سلطان العویس از میان ۱۱۰۷ نامزد است که یکی از معروف‌ترین جایزه‌های جهان عرب به حساب می‌آید که الیاس خوری توانست این جایزه را از آن خود کند. این جایزه هر دو سال یک بار از سوی مؤسسه فرهنگی سلطان بن علی الاویس به برجسته‌ترین نویسندگان عرب اعطا می‌شود. خوری در سال ۱۹۹۸ جایزه فلسطینی دروازهٔ خورشید را نیز دریافت کرد.

## آثار
بسیاری رمان‌های مهم او را موارد زیر می‌دانند:
- کوه کوچک ۱۹۷۷
- سفر گاندی کوچک۱۹۸۹
- سرزمین غریبان ۱۹۹۳
- دروازه خورشید ۱۹۹۸
- یالو ۲۰۰۲
- آینه‌های شکسته ۲۰۱۲[۱۰]